# Antolín Monescillo
Antolín Monescillo y Viso (Corral de Calatrava, 2 de setembro de 1811 - Toledo, 11 de agosto de 1897) foi um clérigo católico romano espanhol, Arcebispo de Toledo, Patriarca das Índias Ocidentais e Cardeal.

## Biografia
Filho de Nicasio Monescillo e María Viso, modestos lavradores de Corral de Calatrava, pequena localidade da província de Ciudad Real. Estudou no Seminário de Toledo, onde obteve doutorado em teologia. Como jornalista, colaborou no El Católico e no El Pensamiento Español, e fundou em 1842 o diário La Cruz. Dirigiu a tradução para o espanhol do dicionário teológico de Bergier e do simbólico de Juan Adán Möhler. Nomeado vigário do vicariato nullius de Estepa, Sevilha, 1847. Quando o vicariato foi suprimido pela Concordata de 1851, foi nomeado cônego do capítulo da catedral de Granada em 1852; cônego do capítulo da catedral de Toledo, por permutação, 5 de setembro de 1853; professor, 6 de abril de 1858. Pregador real.
Escolhido em 14 de junho de 1861, foi confirmado bispo de Calahorra y La Calzada pelo papa Pio IX em 22 de julho, recebendo a consagração episcopal em 6 de outubro, no Mosteiro Salesiano da Visitação, Madri. O principal consagrador foi o Cardeal Cirilo de Alameda y Brea, OFM, arcebispo de Toledo, assistido por Francisco Landeira Sevilla, bispo de Cartagena, e Clemente Munguía, bispo de Michoacán.
Dom Monescillo foi transferido para a sé de Jaén em 27 de março de 1865. Deputado às Cortes Constitucionais por Ciudad Real, 1869; senador por Vizcaya, 1871. Participou do Primeiro Concílio do Vaticano, 1869-1870. Participou da composição da Constituição de 1876. Promovido à sé metropolitana de Valência, 22 de junho de 1877. Senador por Granada, 1877 e, mais tarde, senador vitalício.
Criado cardeal-sacerdote no consistório de 10 de novembro de 1884; recebeu o chapéu vermelho e o título de S. Agostino no consistório de 10 de junho de 1886. Transferido para a sede primacial e metropolitana de Toledo, em 11 de julho de 1892, com o título de Patriarca das Índias Ocidentais.

Faleceu em Toledo e sepultado na capela da Bem-Aventurada Virgem Maria do Sagrado da catedral.